# Wergił Dimow
Wergił Dimow Wergiłow (bułg. Вергил Димов Вергилов), ur. 7 listopada 1901 w Swetlenie, zm. 1 grudnia 1979 w Sofii) – bułgarski prawnik i polityk, minister robót publicznych i komunikacji (1926–1930), minister spraw wewnętrznych Bułgarii w roku 1944.

## Życiorys
Urodził się w rodzinie bułgarskich uchodźców z Tracji Zachodniej. Uczył się w liceum w Szumenie, skąd został wydalony i kontynuował naukę w Popowie. Studiował prawo na uniwersytecie sofijskim. Od 1920 członek Bułgarskiego Ludowego Związku Chłopskiego (BZNS), był sekretarzem partyjnej młodzieżówki i redaktorem pisma Младежко земеделско знаме. Po upadku rządu A. Stambolijskiego w 1923 był zmuszony uciekać z kraju. W 1924 dotarł do Królestwa SHS, a następnie do Pragi, gdzie skończył Wyższą Szkołę Spółdzielczą. Po amnestii w 1926 powrócił do kraju, a w 1929 dokończył studia na uniwersytecie sofijskim. W tym czasie podjął działalność w Bułgarskim Ludowym Związku Chłopskim „Wrabcza 1”, obejmując funkcję sekretarza. W 1932 został wybrany deputowanym do Zgromadzenia Narodowego 23 kadencji. W tym samym roku objął stanowisko ministra robót publicznych i komunikacji w rządzie Nikoły Muszanowa. W 1932 został usunięty z grupy parlamentarnej Bułgarskiego Ludowego Związku Chłopskiego. Pracował jako adwokat w Sofii.
W 1944 był przeciwnikiem komunistycznego Frontu Ojczyźnianego. 2 września 1944 objął stanowisko ministra spraw wewnętrznych, a także poczt i telegrafów w rządzie Konstantina Murawiewa, który działał przez tydzień. Po przejęciu władzy przez komunistów aresztowany i skazany przez Trybunał Ludowy na karę dożywotniego pozbawienia wolności. Opuścił więzienie w 1955 i w latach 50. działał w prokomunistycznym BZNS.
W 1996 wyrok Trybunału Ludowego skazujący Murawiewa został unieważniony przez Sąd Najwyższy.